# Peter Alafi
Peter Alafi (* 5. Februar 1936 in Budapest; † 20. August 2012 in Krefeld) war ein deutscher Jockey im Galopprennsport.
Der gebürtiger Ungar wanderte 1956 nach dem Ungarn-Aufstand nach Deutschland aus. Sein erstes Engagement erhielt er bei dem ebenfalls nach dem Ungarn-Aufstand ausgewanderten Janos Graf Pejacsevich, der damals einen Teil der Pferde des Gestüts Röttgen trainierte. Der erste Erfolg in einem größeren Rennen in Deutschland gelang im 'Preis von Mülheim' auf der Rennbahn Mülheim-Raffelberg. Im Juni des gleichen Jahres gelang mit Utrillo der Sieg im Österreichischen Derby für das Gestüt Röttgen. Alafi erfasste die Besonderheiten eines Pferdes schnell und konnte es entsprechend reiten.

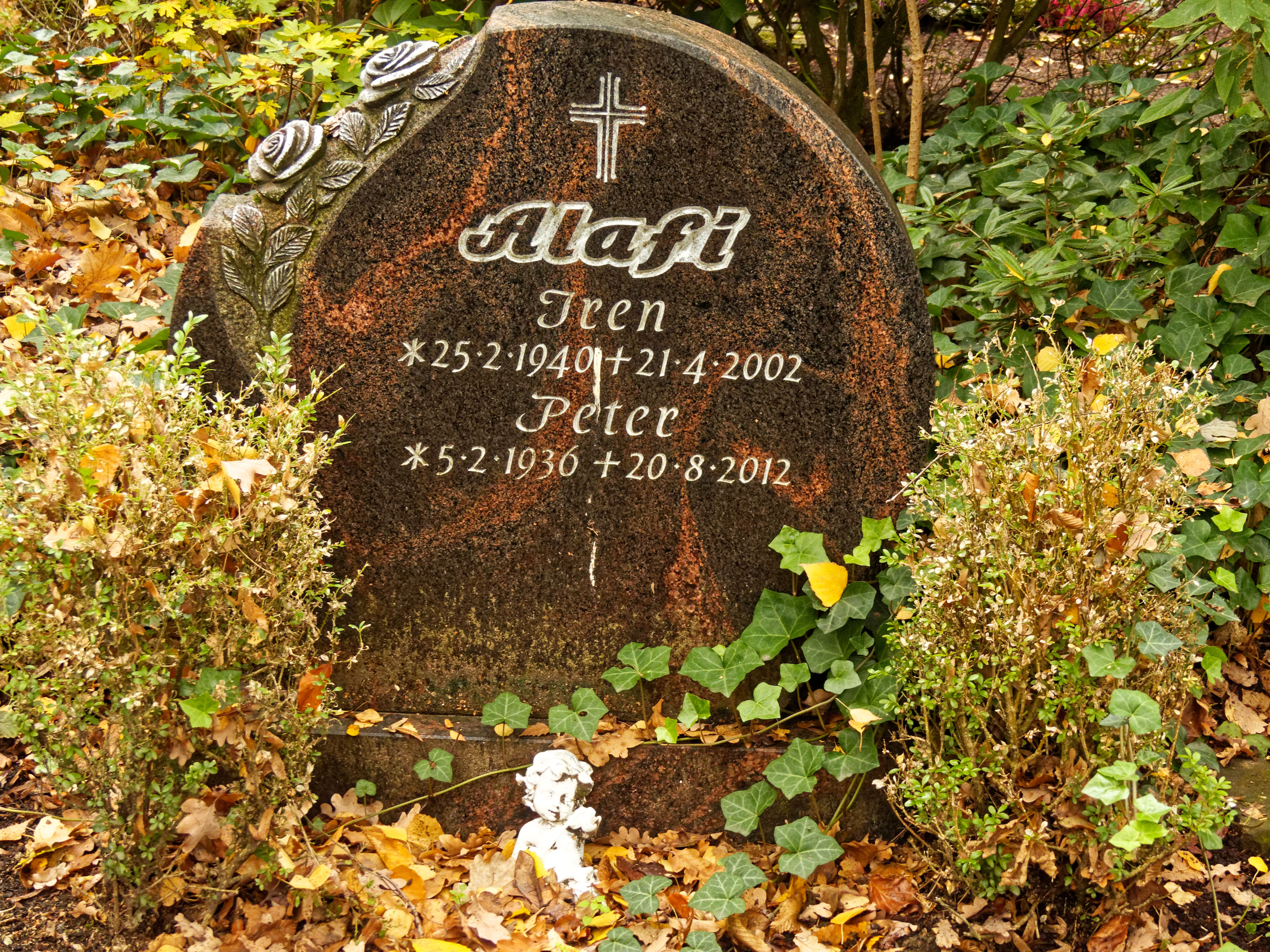
Grabstelle in Krefeld nahe der Rennbahn

Alafi war zwischen 1957 und 1992 in Deutschland aktiv. In dieser Zeit gewann er 2307 Galopprennen. Damit führte er lange Zeit die Bestenliste in Deutschland vor dem legendären Otto Schmidt an. Erst im Jahre 2017 wurde er von Andrasch Starke in dieser Rangliste überflügelt.
Er triumphierte mit den Pferden Elviro (1968), Königsstuhl (1979), Orofino (1981) und Ordos (1983) im Deutschen Derby. Ein weiterer Höhepunkt der Zusammenarbeit von Alafi als langjähriger Stalljockey von Trainer Sven von Mitzlaff war der Gewinn der sogenannten Dreifachen Krone, bestehend aus dem Henckel-Rennen, dem Derby und dem St. Leger im Jahr 1979 auf Königsstuhl, eine bis heute einmalige Leistung im deutschen Galopprennsport.
In den Jahren 1962, 1975, 1977 und 1984 errang Alafi das Jockeychampionat in Deutschland. Zuvor war er bereits 1952 in Ungarn Champion-Jockey. 1992 musste er verletzungsbedingt seine Karriere beenden.